# 小門学
小門学（こかど まなぶ）は、日本のレコーディングエンジニア。プログレッシィヴロックバンド「WHITE FANG」のキーボーディストとして活躍後、1990年にレコーディングエンジニアに転向した。
JUDY&MARY、Dir en grey、MALICE MIZER、BLAINDMAN、黒百合姉妹、やっぱりアヌスが大統領など、ヘヴィーメタル、ヴィジュアル系、トラッド、歌謡曲まで手がけたジャンルは多岐に渡る。血液型O型。好きな食べ物は柑橘系のもの。好きなタレントは石川秀美。
| スタブアイコン | サブスタブ | この項目は、まだ閲覧者の調べものの参照としては役立たない、音楽関係者（バンド等）に関連した書きかけの項目です。この項目を加筆・訂正などしてくださる協力者を求めています（P:音楽/PJ:芸能人）。 |